# Richard Andree
Richard Andree, nemški geograf in etnolog, * 26. februar 1835, Braunschweig, Nemčija, † 22. februar 1912, München,  Nemčija.